# Satyrus mushketovi
Satyrus mushketovi är en fjärilsart som beskrevs av Andrej Nikolajewitsch Avinoff och Sweadner 1951. Satyrus mushketovi ingår i släktet Satyrus och familjen praktfjärilar. Inga underarter finns listade.